# 纳塔莉·贝尔
纳塔莉·贝尔（英語：Natalie Bale，1986年4月7日—），澳大利亚女子赛艇运动员。她曾代表澳大利亚参加2005年和2007年世界赛艇锦标赛，其中2005年世界锦标赛获得女子双人单桨无舵手银牌。